# لتیسیا برکیوئر
لتیسیا برکیوئر (به انگلیسی: Letícia Birkheuer) (زاده ۲۵ آوریل ۱۹۷۸) مدل برزیلی است.